# Marie Bach Hansen
Marie Bach Hansen (født 28. juni 1985 i Borum) er en dansk skuespiller.

## Karriere
Marie Bach Hansen er uddannet fra Den Danske Scenekunstskole i 2010 og debuterede samme år på teatret Mungo Park, hvor hun har udmærket sig i komedien "Birkehytten", alderdomsdramaet "Den allersidste dans", musikkomedien "Opsang", som Cordelia i Kierkegaard-dramatiseringen "Forførerens dagbog" og som Dorte Hansen i "Dette burde skrives i nutid". Derudover har hun på teater spillet i "Min familie", “Vredens druer”, “Requiem” på Betty Nansen teatret. "Tribadernes Nat" på Grønnegårdsteatret, “Sommeren uden Mænd” på Teater Republique, "Illusioner" på Husets teater og “Højskolesangbogen” på Det kongelige Teater. Derudover har hun lavet og medvirket i teaterkoncerterne "Født uden filter" og “Åh Joni”. På film har hun medvirket i ungdomsfilmen 2 ryk og en aflevering, i musikvideoen "Milan Allé" af Magtens korridorer, og i det historiske drama Hvidsten Gruppen, hvor hun spillede rollen som Kirstine "Tulle" Fiil. I 2020 havde hun en af hovedrollerne i den prisvindende Me-Too drama, kortfilmen “En Flirt”.
På TV spillede Marie Bach Hansen en af hovedrollerne, Signe Larsen, i DRs TV-serie Arvingerne, som kørte i 3 sæsoner fra 2014-2017.
Hun havde en af Hovedrollerne som Nelly Winther i sæson 2 af DRs TVs internationale serie Mord uden grænser i 2018.
I 2021 havde tv-serien Hvide Sande premiere på TV 2, hvor Marie Bach Hansen spillede en af hovedrollerne som Helene Falck.
I 2019 deltog hun i sæson 16 af Vild med dans. Hun dansede med den professionelle danser Martin Parnov Reichardt. Parret endte på en 11. plads.

## Filmografi
| År   | Titel                  | Rolle           |
| ---- | ---------------------- | --------------- |
| 2003 | 2 ryk og en aflevering | Mathilde        |
| 2010 | Klovn - The Movie      | Medinas veninde |
| 2011 | Frit Fald              | Pink Pige       |
| 2012 | Hvidsten Gruppen       | Tulle Fiil      |

### TV-serier
| År        | Titel             | Rolle         | Bemærkninger |
| --------- | ----------------- | ------------- | ------------ |
| 2013      | Borgen            | Pædagog       | 24. afsnit   |
| 2014–2017 | Arvingerne        | Signe Larsen  | Episode 1-17 |
| 2018      | Mord uden grænser | Nelly Winther | Sæson 2      |
| 2021      | Hvide Sande       | Helene Falck  | Episode 1-8  |
| 2023      | Dansegarderoben   | Sussie        | Episode 1-8  |